# Asbóth Oszkár (grafikus)
Asbóth Oszkár (Oscar Asboth) (Budapest, 1925. november 11. – Bécs, 1991. február 13.) grafikus.

## Pályafutása
Autodidaktaként kezdte tanulmányait, majd a Szécsy-Hacker-féle magániskolában folytatta. 1956-ban kivándorolt Bécsbe, belépett az Osztrák Grafikusok Szövetségébe és a Mödlingi Művészeti Szövetségbe. Tagja volt a New York-i Magyar Művészek Világszövetségének és a linzi Galerie Club der Begegnungnak. Az 1960-as évek elejétől állította ki alkotásait Ausztriában valamint az Amerikai Egyesült Államokban.

## Fordítás
- Ez a szócikk részben vagy egészben  az   Oscar Asboth című német Wikipédia-szócikk fordításán alapul.  Az eredeti cikk szerkesztőit annak laptörténete sorolja fel. Ez a jelzés csupán a megfogalmazás eredetét és a szerzői jogokat jelzi, nem szolgál a cikkben szereplő információk forrásmegjelöléseként.